# Passo Redebus
Il passo Redebus (Sont Bisn in mocheno) è un valico alpino a quota 1.455 m, situato nel Trentino sud-orientale. Collega la val dei Mocheni con l'altopiano di Piné, più precisamente, col comune di Bedollo.
Il passo si trova fra il Dosso di Costalta (1955 m) e il Monte Lemperpech (2008 m), che fa parte del massiccio del Monte Croce.
Vicino al livello di massima quota, verso nord, si trova l'area archeologica Acqua Fredda un sito protostorico con i resti di un'officina per la lavorazione di minerali cupriferi.
Dal passo parte il cosiddetto Sentiero dei Russi, tracciato dai prigionieri russi dell'Impero austro-ungarico durante la Prima guerra mondiale.

## Sport

### Giro d'Italia
Il passo è stato affrontato durante la 18ª tappa del Giro d'Italia 2014 dal versante di Bedollo ed ha visto transitare primo in vetta il colombiano Julián Arredondo in maglia azzurra di miglior scalatore.